# 금당초등학교 (충남)
금당초등학교는 대한민국 충청남도 홍성군에 있는 공립 초등학교이다.

## 학교 연혁
- 1944.04.01 홍동공립국민학교 금당분교장 설립인가
- 1947.08.01 가교실2, 학급수 4
- 1952.04.01 분교장 제1회 41명 졸업
- 1954.06.28 금당국민학교로 승격
- 1955.03.01 제1회 졸업식
- 1971.10.01 벽지(병지)지정
- 1982.03.08 금당국민학교병설유치원 개원
- 1983.12.01 벽지(병지) 학교 해제
- 1988.03.02 농촌형 급식학교 급식 실시
- 1996.03.01 금당초등학교로 교명 변경
- 1996.03.01 교단개혁 선도학교 지정
- 1999.03.01 초등학교6학급 유치원 1학급 편성
- 2000.03.01 도지정 독서시범학교 운영
- 2002.12.23 다목적 교실 신축
- 2003.03.01 농어촌거점학교(디지털도서실)운영(2년)
- 2003.10.20 유치원, 급식실 개축
- 2004.02.20 제50회 졸업식
- 2007.03.01 초등학교 5학급(2,3학년 복식학급), 병설유치원 1학급 편성
- 2008.03.01 초등학교6학급 유치원 1학급 편성
- 2008.06.08 제18차 금당초등학교총동창회 정기총회 및 11차 기별체육대회, 학교살리기 모금행사
- 2009.02.19 제55회 졸업(졸업생 수 3,898명)
- 2010.03.01 충청남도교육청지정 연중돌봄시범학교 운영(1년)
- 2013.02.17 제59회 졸업(졸업생 수 3,948명)
- 2013.03.01 초등학교 7학급(특수1), 병설유치원 1학급 편성
- 2013.03.01 농어촌전원학교 지정
- 2013.03.01 엄마품돌봄학교 운영(1년)
- 2014.02.18 제60회 졸업식(졸업생수 3961명)
- 2015.02.13 제61회 졸업식(졸업생수 3974명)
- 2015.03.01 초등학교 7학급(특수1), 병설유치원 1학급 편성

## 참고 자료
- 금당초등학교 - 한국교육학술정보원 학교알리미